# Ljubomir Vračarević
Ljubomir Vračarević (srp.: Љубомир Врачаревић; Varaždin 6. svibnja 1947. – Beograd, 18. studenog 2013.), srbijanski majstor borilačkih vještina. Nositelj je 10. Dana u aikidu, 8. Dana u ju-jutsu, 8. Dana u kinami-ryu aiki-jujutsu, 1. Dana u rukopasnom boju i 1. Dana u judo-u. Osnivač je škole Realni aikido.

## Životopis
Ljubomir zvani Ljuba Vračarević je rođen u Varaždinu 1947. godine. Kada je Europa krajem 1960-ih otkrila aikido, Ljubomir Vračarević je bio među prvima koji ga počeli izučavati. Tijekom prvog usavršavanja u Japanu, 1978. godine, Vračarević boravi u Hombu dojo-u, kod doshu-a Kisshomaru Ueshibe. Vračarevic tada teži svome stilu rada, primjerenom njegovoj konstituciji, mentalitetu i tradiciji kojoj on pripada. Rad s vojnim i policijskim postrojbama tokom 1970-ih podstakao ga je da počne da usavršava na svoj način aikido, iz kojeg će nastati ono što se danas naziva Realni aikido. 
Drugi boravak u Tokiju, 1993. godine u Yoshinkanu – školi Goze Shiode, potvrdio je Vračareviću ispravnost njegovog razmišljanja. lako je vježbao svoj "tvrdi" stil, na kraju boravka je doživio izuzetne počasti – susret sa Shiodom koji je već bio u dubokoj starosti i dobivanje diplome koju je Shioda osobno potpisao.
Međunarodnu reputaciju Vračarević je izgradio obučavajući policijske i vojne postrojbe, te službe osiguranja i tjelohranitelje više državnika. U toku svoje karijere održao je više od 250 seminara širom svijeta. Područje obučavanja kojoj je pridavao veliku pažnju je bio rad s djecom od 5 do 12 godina. Bio je profesor na Visokoj školi za šport u Beogradu, redovan član Ruske akademije znanosti o Zemlji i Internacionalne akademije za nacionalnu sigurnost. Takođe je bio nosilac drugih međunarodnih priznanja: tehnički ravnatelj Ruske asocijacije za Realni aikido, član Euro-Azijskog kyokushinkai komiteta, te počasni član MMA. 
Međunarodna akademija za pitanja nacionalne sigurnosti Rusije, dodijelila mu je čin general-lajtant. U SAD-u je 2002. godine izabran za člana United States Martial Arts Hall of Fame. Na ceremoniji u United States Martial Arts Hall of Fame 9. kolovoza 2003. godine Ljubomiru Vračareviću je dodijeljeno najveće zvanje u borilačkim vještinama 10. Dan, kao tvorcu škole Realni aikido.
Umro je u Beogradu, 18. studenog 2013. godine.

## Prijepori
Realni aikido je nastao iz aikida, izuzimanjem dobrog dijela tehnika, odbacivanjem oružja kakva su bokken i jo. Iako je i sam Ljubomir Vračarević, dok je vježbao Ueshibin aikido, u svojoj knjizi Aikido iz 1987. godine napisao, da ova oružja služe "da se dobro nauči sinkronizacija sopstvenih pokreta, da se nauči sinkronizacija s pokretima oponenta, da se uvježbaju brza kretanja, pa i da se shvate neki bazični principi aikida", iz nekog razloga je sam sebe kasnije pobio i odbacio boken i jo. 
Zbog toga su se kretanje u Realnom aikidu počela poprilično razlikovati od onoga što predstavlja osnovu aikida. Osim toga, u Realni aikido su uključene i ju-jutsu tehnike, što je dovelo do brojnih kontroverzi kada je u pitanju škola, pa i samo njeno ime.

## Djela
- Samoodbrana od noža (Beograd, 1978) (koautor s Branimirom Šegvićem)
- Aikido (Beograd, 1979)
- Odbrana od noža: sa osnovnim elementima samoodbrane: aikido-džudo (Beograd, 1983) (koautor s Mihajlom Kurtovićem)
- Aikido: od početnika do majstora (Beograd, 1987)
- Lepši pol - jači pol: samoodbrana za žene (Beograd, 1987) (koautor s Mihajlom Kurtovićem)
- Obučavao sam tjelohranitelje: od Mugabea i Gadafija do carske palate u Tokiju (Beograd, 1995)
- Realni aikido (Beograd, 2005)

## Vanjske povezice
- Ljubomir Vračarević  Arhivirana inačica izvorne stranice od 22. veljače 2014. (Wayback Machine)